# ميتروبوليتانو (محطة مترو أنفاق مدريد)
ميتروبوليتانو (بالإسبانية: Metropolitano)‏ هي محطة مترو أنفاق في مدريد في إسبانيا، تقع على الخط رقم 6.